# Фалья, Мануэль де
Мануэ́ль де Фалья (исп. Manuel de Falla, полное имя Manuel María de los Dolores Falla y Matheu; 23 ноября 1876[…], Кадис, Андалусия[…] — 14 ноября 1946[…], Альта-Грасия, Кордова) — испанский композитор, музыкальный критик.

## Биография
Первые уроки музыки получил у матери-пианистки, уроженки Каталонии (отец был родом из Валенсии). В 14 лет начал сочинять произведения для камерно-инструментального ансамбля. Увлекался литературой, в 15 лет стал основателем двух литературных журналов.
В 1893 году, услышав на концерте в Кадисе музыку Грига, решил стать композитором. В период с 1897 по 1904 года написал пьесы для фортепиано и 5 сарсуэл. С 1889 по 1895 года обучался игре на фортепиано у Хосе Траго в Мадриде. В 1896 году написал первые пьесы в том числе для камерно-инструментального ансамбля. В 1896 году поступил в Мадридскую консерваторию, где изучал также гармонию и контрапункт. Его основным учителем был Фелипе Педрель (1902—1904), один из главных деятелей испанского культурного возрождения — ренасимьенто, который привил ему любовь к музыкальному фольклору (фламенко). В результате появилось первое значительное произведение — опера «Короткая жизнь» (1905).
В 1907—1914 годах Фалья проживал в Париже, познакомился с Дебюсси, Равелем, Полем Дюка, Альбенисом, Пикассо. Испытал воздействие музыкального импрессионизма.
В 1919 году переехал из Мадрида в Гранаду, сблизился с Лоркой и его друзьями. В 1922 году в Гранаде совместно с Лоркой организовал фестиваль «Cante hondo» (исп. Глубокое пение), имевший большой общественный и культурный резонанс. В 1926 году его имя было присвоено театру в его родном городе. После поражения Республики с 1939 года проживал в Аргентине, где и скончался.
В 1947 году его прах был перевезен в Кадис и захоронен в крипте собора Святого Креста.

## Наиболее известные сочинения
Фалье принадлежат оркестровые, камерные и инструментальные сочинения, песни и романсы, в том числе — на стихи Гонгоры, Готье, Беккера, Лорки.
Оперы
- La Vida breve / Жизнь коротка (букв. «Короткая жизнь»; 1905; 2-я ред. 1913)
- El Retablo de Maese Pedro / Балаганчик мастера Педро (по главе из «Дон Кихота» М. де Сервантеса; 1923)

Балеты
- El Corregidor y la molinera / Коррехидор и мельничиха (с пением; 1917; 2-я ред. под назв. «Треуголка»)
- El Amor brujo / Любовь-волшебница (балет с пением, (1915)
- El Sombrero de tres picos / Треуголка (1919)

Прочее
- Cuatro piezas españolas / Четыре испанские пьесы (1906—1909, посвящены Исааку Альбенису)
- Noches en los jardines de España / Ночи в садах Испании, сюита для фортепиано с оркестром (1909—1916)
- Siete canciones populares españolas / Семь испанских народных песен (1914)
- Концерт для клавесина с инструментальным ансамблем (1923—1926, посвящён Ванде Ландовской)
- Psyché/ Психея, для голоса, флейты, арфы и струнного трио (1924)
- La Atlantida/Атлантида, оратория для солистов, хора и оркестра по поэме каталонского поэта Жасинта Вердагера (начата в 1927, не завершена; ред. Эрнесто Альфтера, 1961)